# Asesinato de Hilda Guerrero de Molina
Hilda Natalia Guerrero de Molina (m. 12 de enero de 1967 en Bella Vista, Tucumán) fue una militante argentina del sindicato de trabajadores de la industria del azúcar FOTIA (CGT), asesinada durante las manifestaciones contrarias al cierre de los ingenios azucareros dispuestos por la dictadura militar dirigida por el general Juan Carlos Onganía. 

## Circunstancias e impacto de su muerte
Hilda comenzó desde muy chica a trabajar como peladora de caña en el surco de los cañaverales, y siguió con ese trabajo luego de casarse con Juan “El Flaco” Molina, trabajador del Ingenio Santa Lucía con el cual tendría cuatro hijos.
En 1962 comenzó una crisis azucarera en el noroeste argentino (NOA) que produjo el endeudamiento generalizado de los pequeños ingenios. En Tucumán había por entonces 18.602 explotaciones de caña de azúcar en 17.341 minifundios, 20 mil cañeros y 80 mil zafreros. En 1965 comenzaron los conflictos y huelgas. Atilio Santillán, el secretario general del sindicato de trabajadores del azúcar (FOTIA), con 40.000 miembros y 82 gremios, llamó a ocupar los ingenios.
Una de las primeras medidas del gobierno militar que tomó el poder en 1966 con el general Juan Carlos Onganía fue intervenir varios ingenios tucumanos y cerrar otros cinco. Se produjo entonces un desempleo masivo en la región y el éxodo de la población rural dedicada a la producción de caña de azúcar. Hilda se sumó al grupo de mujeres que preparaban ollas populares y atendían los comedores populares. Antes también se había destacado por la oposición al cierre de otro ingenio en el sur tucumano durante la dictadura de Eduardo Lonardi, por lo que permaneció detenida tres semanas donde fue torturada y violada con materiales punzantes a tal punto de ser atendida por una perforación en las paredes del útero.
La FOTIA organizó entonces un Plan de Lucha Azucarera Nacional, que contemplaba la organización de ollas populares y concentraciones en las ciudades del interior de la provincia. Hilda Guerrero, madre de cuatro hijos, era una de las mujeres que organizaban las ollas populares en Bella Vista (Tucumán).
El 12 de enero de 1967 la FOTIA convocó a concentrarse en Bella Vista (Tucumán), en el ingenio de Santa Lucía cerrado ese año, a los trabajadores de los ingenios de San Pablo, San José, Amalia, y Santa Lucía. 

Poco antes de las 17, hora en que debía iniciarse el mitin, la policía detuvo a varias personas como gesto intimidatorio. Minutos después comenzó una violenta refriega. Intervino la Guardia de Infantería y los activistas del sindicato del ingenio San José lanzaron bombas incendiarias contra ellos. La policía disparó, entonces, contra la multitud integrada en su mayoría por mujeres y niños. En el desbande quedó el cuerpo muerto de Hilda Guerrero de Molina. La multitud, enardecida, cargó nuevamente contra las fuerzas represivas, obligándolas a refugiarse en el local policial. Bella Vista quedó, por horas, en manos de la gente.

En su honor existe una escuela técnica. En la película “El rigor del destino”, su director –Gerardo Vallejo- reconstruye el asesinato de esta militante tucumana.